# Nadia Farès
Nadia Giá vé (tiếng Ả Rập: نادية فارس, sinh 20 tháng 12 năm 1973 tại Marrakech, Maroc) là một nữ diễn viên người Pháp. Cô trở nên nổi tiếng quốc tế với bộ phim kinh dị cảnh sát Les Rivières pourpres (The Crimson Rivers). Cô xuất hiện với vai Jade Agent Kinler trong Chiến tranh hành động / phim kinh dị năm 2007, và vai Pia trong bộ phim kinh dị Storm Alert năm 2007.

## Đóng phim
Rạp chiếu bóng
- 1992: Bạn gái của vợ tôi của Didier Van Cauwelaert: Béatrice de Mennoux
- 1994: Elles n'oublient jamais của Christopher Frank: Angela
- 1995: Cảnh sát của Giulio Base: Stella
- 1995: Dis-moi oui của Alexandre Arcady: Florence
- 1996: Hommes, femmes, chế độ d'emploi của Claude Lelouch: la nouvelle secrétaire de Blanc
- 1997: Les Démons de Jésus của Bernie Bonvoisin: Marie
- 1997: Sous les piede des femmes của Rachida Krim: Fouzia
- 1999: Les Grandes Bouches của Bernie Bonvoisin: Esther
- 1999: Le Château des singes của Jean-François Laguionie: voix de Gina
- 2000: Les Rivières đổ ra bởi Mathieu Kassovitz: Fanny Ferreira
- 2001: Cuộc đảo chính franc gián tiếp bởi Youcef Hamidi
- 2002: Nid de guêpes của Florent Emilio Siri: Hélène Lao động
- 2002: Le Mal de vivre của Jean-Michel Pascal: Sandrine
- 2004: Đổ le plaisir của Dominique Deruddere: Julie, la lady de François
- 2005: L'Ex-sen de ma vie của Josiane Balasko: Ariane
- 2007: Sự điên rồ của Jamie Blanks
- 2007: Storm Warning của Jamie Blanks: Pia
- 2017: Chacun sa vie et son intime conviction của Claude Lelouch

Truyền hình
- 1992: Le Chuyến đi thứ hai của Jean-Jacques Goron: Yasmina
- 1995: Le Cavalier des nuages của Gilles Béhat: Melka
- 1996: Cầu thang ennemis của Robin Davis: Karen
- 2001: Selnfant de la nuit của Marian Handwerker: Eva
- 2006: Selmpire du Tigre của Gérard Marx: Gabrielle
- 1990: Navarro: Sara (saison 2, épiT 1: Fils de périph)
- 1991: L'Exilé (Người lưu vong): Jacquie Decaux
- 1992: Force de sinh tố (Counter-Strike): Jeanette (saison 3, épiT 5: Không có danh dự giữa những tên trộm)
- 1995: Quatre pour un loyer
- 1999: Rêve de cauchemar của Cyril Sebas: La fille
- 2002: Apporte-moi ton amour của Éric Cantona: Nan
- 1999: Délicate chatte của Vincent Jérôme (Moos)
- 2007: Rogue: L'Ultime Affrontement (War) của Philip G. Atwell: Đại lý Ngọc
- 2009: Revivre của Haim Bouzaglo: Emma Elbaz (6 épisodes)
- 2016: Marseille (série)